# Tríptico de Benedetto Portinari
El Tríptico de Benedetto Portinari es un óleo sobre tabla (primer panel 45,5 x 34,5 cm, segundo panel 43 x 31 cm, tercer panel 45 x 34 cm) de Hans Memling, datado sobre el panel derecho "1487" y conservado en la Galería de los Uffizi de Florencia (los paneles laterales) y en la Gemäldegalerie de Berlín (panel central).

## Historia
La obra fue encargada en Brujas por Benedetto Portinari (1466-1551), nieto de Tommaso Portinari, consejero de Carlos el Temerario, que había encargado el Tríptico Portinari a Hugo van der Goes y varias obras a Memling. El conjunto se envió a Florencia para decorar la iglesia del convento de San Egidio en el hospital de Santa Maria Nuova, patronato de los Portinari.

## Descripción y estilo
El tríptico, ambientado en una logia abierta ante un mismo paisaje de fondo, vinculando los tres paneles en el mismo espacio, representa en el panel central a la Virgen con el Niño sosteniendo una manzana (símbolo del Pecado original que será redimido por su sacrificio), y en los laterales Benedetto Portinari en oración a la derecha y a la izquierda san Benito, santo patrón del retratado, leyendo mientras sostiene su báculo, su nombre escrito en el parapeto de piedra. Tanto la Virgen como la pose del comitente son muy similares a los del Díptico de Maarten van Nieuwenhove.
La obra destaca por el realismo de la ambientación y la atención al detalle y calidades materiales, típica de los maestros flamencos. Las figuras aparecen de medio cuerpo y se apoyan en un parapeto fingido, una ilusión que justificaba el corte a medias de las figuras y permitía una fusión entre el mundo real y el pintado por medio de la proyección hacia afuera de elementos, como en este caso la manga del santo, el cojín en el que descansa el Niño y el codo del comitente.
Dulcísimo es el fondo, que se pierde en la distancia oscurecida por la bruma aplicando la perspectiva aérea, punteado de signos de presencia humana y árboles frondosos: tales paisajes tuvieron una profunda influencia sobre Leonardo da Vinci, Pietro Perugino y los pintores umbros.

El retrato de Benedetto Portinari, es identificado especialmente también por la presencia de su lema personal DE BONO EN MELIVS sobre una cartela pintada en el reverso de la tabla derecha, donde se ve también un roble heráldico.

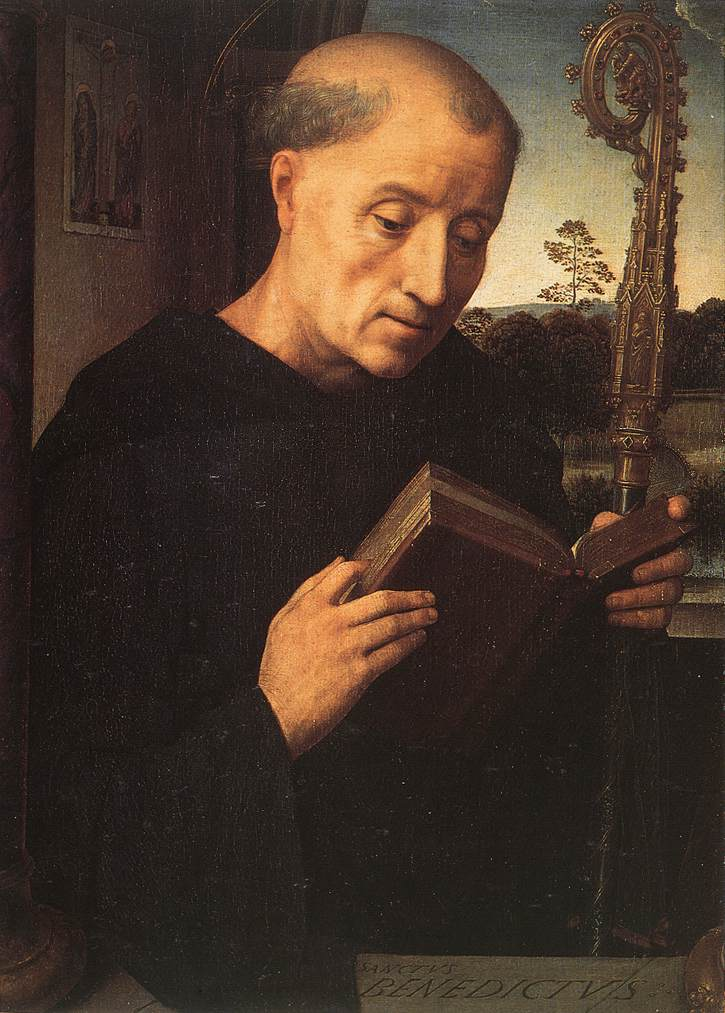
San Benito, Florencia.
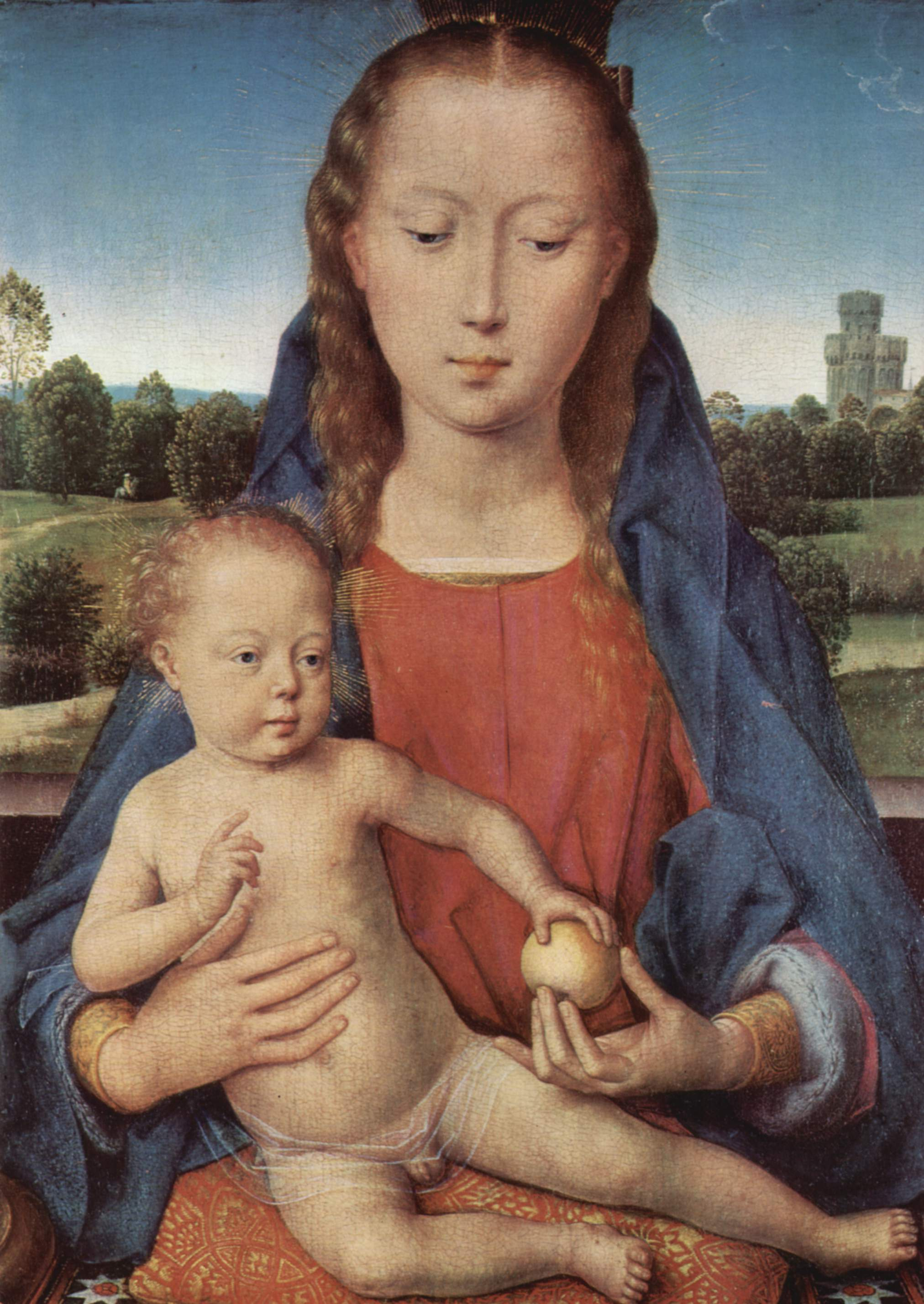
Virgen con el Niño, Berlín.
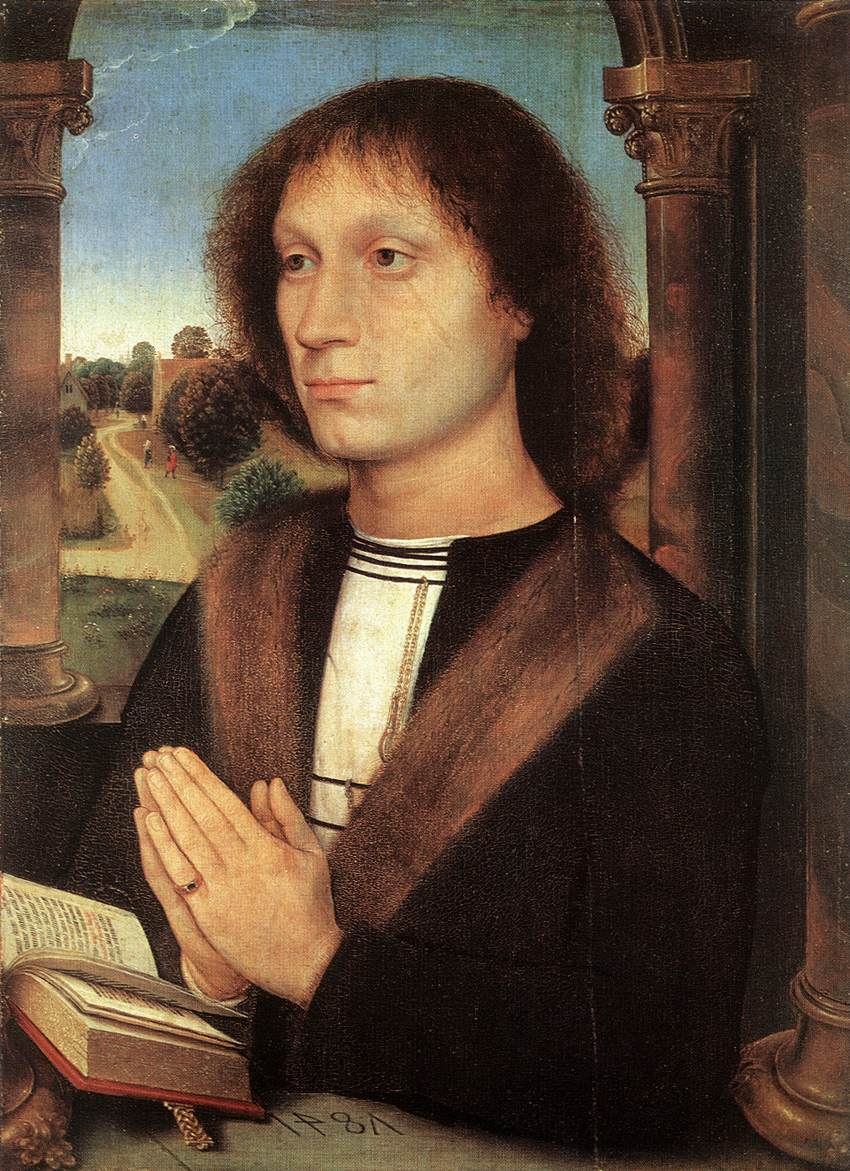
Benedetto Portinari, Florencia.